# Верная подруга
«Верная подруга» (англ. Old Acquaintance) — американский драматический фильм 1943 года, поставленный режиссёром Винсентом Шерманом. Фильм основан на одноимённой пьесе Джона Ван Друтена, который совместно с Ленор Джей Коффи и Эдмундом Гулдингом выступил сценаристом. Продюсеры картины — Генри Бланк и Джек Л. Уорнер (исполнительный). Главные роли исполнили Бетт Дэвис, Мириам Хопкинс, Гиг Янг и Джон Лодер.

## Сюжет
Молодая, но успешная писательница Кит Мэрлоу возвращается на родину в 1924 году. Так выходит, что толпа фанатов на вокзале увлекает Кит и встречавшая её подруга детства Милли уезжает домой одна, что её очень огорчает. Милли замужем за Престоном Дрейком и ждет своего первого ребенка. Когда, наконец, происходит встреча двух подруг, Кит узнает, что у Милли тоже есть писательские амбиции. Она написала первый роман и убеждена, что он станет бестселлером.
Спустя годы две женщины снова встречаются. У Дрейков есть восьмилетняя дочь, а Милли разбогатела на своих популярных любовных романах. В Нью-Йорке проходит премьера нового спектакля по пьесе Кит, и чета приглашена. Однако брак Милли находится в кризисе. Её муж завидует большому успеху Милли и регулярно пьёт. В день премьеры Престон Дрейк говорит Кит, что на самом деле любит её. Однако Кит отвергает его, намекая, что Милли всегда будет стоять между ними. Она пытается спасти брак своей подруги. Но Престон оставляет Милли и дочь Дейрдре.

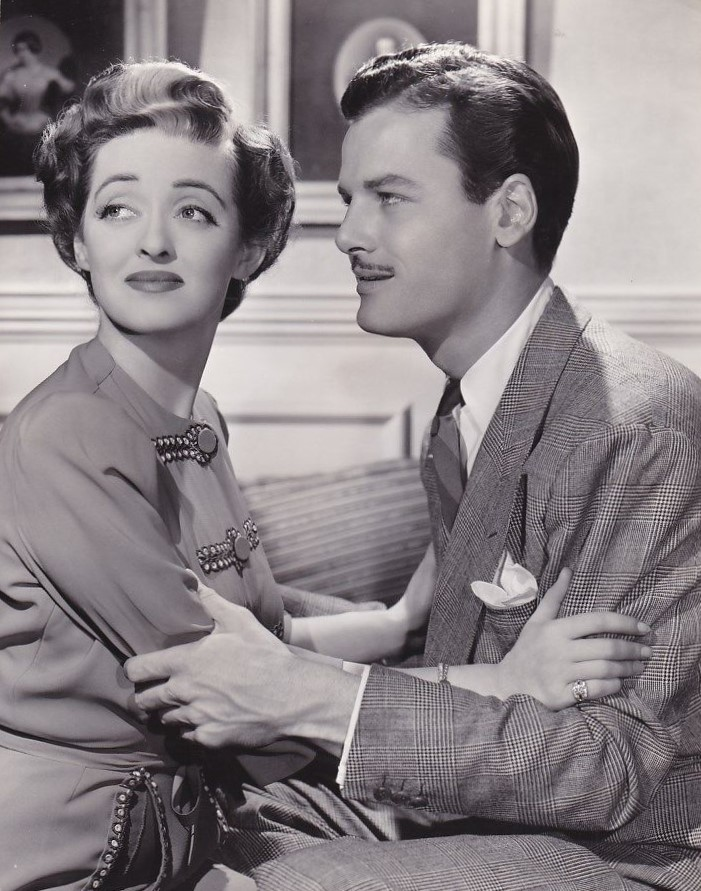
Кит Мэрлоу (Бетт Дэвис) и Радд Кендалл (Гиг Янг).

Десять лет спустя США вступают во Вторую мировую войну. Кит работает на Американский Красный Крест и собирает деньги на радиопередачах. Престон Дрейк теперь солдат, услышав однажды такую радиопередачу, он звонит Кит и назначает ей свидание. Кит соглашается, но приводит и своего молодого любовника Радда Кендалла вместе с дочерью Престона Дейрдре в качестве сюрприза. Но у Престона тоже есть сюрприз: он намерен снова жениться. На следующий день Радд получает приказ о зачислении в армию. Радд просит Кит немедленно выйти за него замуж. Однако Кит отказывается из-за большой разницы в возрасте между ними. Радд разочарован, Дейрдре предлагает ему прогулку, они проводят день вместе и влюбляются.
Тем временем Престон встречается с Милли и сообщает ей о своём желании снова жениться. В будущем он хотел бы чаще видеть свою дочь Дейрдре. В этом разговоре он признается, что когда-то был влюблен в Кит Мэрлоу. Потрясённая Милли устраивает скандал прогоняет Престона. Она говорит своей дочери Дейрдре, что у Кит и её отца была интрижка и она виновна в их разводе. Вечером Радд сообщает Кит, что влюбился в Дейрдре. Шокированная Кит разыскивает Дейрдре, которая не желает говорить с ней, убеждая, что Радд — правильный выбор для будущего. В конце концов, Милли также понимает, что её старая подруга Кит не не желает ей зла. Она навещает её и просит прощения. В тот вечер она описывает свой новый книжный проект о двух верных подругах. Две женщины пьют за успех этого проекта.

## В ролях
- Бетт Дэвис — Кит Мэрлоу
- Мириам Хопкинс — Милли Дрейк
- Гиг Янг — Радд Кендалл
- Джон Лодер — Престон Дрейк
- Долорес Моран — Диди Дрейк
- Филипп Рид — Люшин Грант
- Роско Карнс[англ.] — Чарли Арчер
- Энн Ревир — Белл Картер
- Эстер Дейл — Гарриет

## Отзывы критиков
Босли Краузер из The New York Times нашёл дружбу между главными героинями неправдоподобной. Он не поверил, что правильная, серьёзная женщина-писатель может тратить свою жизнь на дружбу с другой писательницей (примитивных любовных романов), тщеславной, эгоистичной, ревнивой и лживой по отношению к ней. Также он назвал фильм утомительным и помпезным.

## Ремейк
В 1981 году Джордж Кьюкор снял ремейк фильма под названием «Богатые и знаменитые», главные роли в нём исполнили Жаклин Биссет и Кэндис Берген.